# III. Zivilsenat des Reichsgerichts
Der III. Zivilsenat des Reichsgerichts war ein Spruchkörper des Reichsgerichts. Es handelte sich um einen von insgesamt fünf bis neun Senaten, die sich mit Zivilsachen befassten.

## Geschichte
Der Senat bestand von 1879 bis 1945. Eine Besonderheit des Senats war die Personalunion von Senatsmitgliedern mit Reichsarbeitsgericht. Mit dem Ende des Ersten Weltkriegs stand durch Art. 157 Satz 2 der Weimarer Reichsverfassung vom 11. August 1919 das Reich vor der Aufgabe, ein „einheitliches Arbeitsrecht“ zu schaffen. Diese Neuordnung des Arbeitsgerichtsprozesses wurde von 1919 bis 1926 heftig gestritten. Nach den Forderungen der freien Gewerkschaften und der Sozialdemokraten sollten die Arbeitsgerichte selbständige Sondergerichte sein. Dagegen gingen die Vorstellungen der Unternehmerverbände sowie der Juristen- und Richtertage dahin, die Arbeitsgerichte der ordentlichen Gerichtsbarkeit einzugliedern. Das Arbeitsgerichtsgesetz (ArbGG) vom 23. Dezember 1926 ist die Kompromisslösung: Die erstinstanzlichen Arbeitsgerichte wurden als selbständige staatliche Gerichte eingerichtet. Dagegen waren die Landesarbeitsgerichte als Berufungsinstanz den Landgerichten sowie das Reichsarbeitsgericht als Revisionsinstanz dem Reichsgericht angegliedert. Das Reichsarbeitsgericht war organisatorisch bis zu seinem Ende ein dem III. Zivilsenat des Reichsgerichts angegliederter Senat.

## Geschäftsverteilung 1900
Dem III. Zivilsenat sind zugewiesen:
1. Sofern es sich um Anwendung der vom Jahre 1900 ab geltenden neuen Gesetze handelt, aus dem ganzen Reiche, andernfalls nur aus den unter Ziff. 3 bezeichneten Bezirken, die Rechtsstreitigkeiten über:
a) Miet- und Pachtverhältnisse (BGB §§ 535 ff.),
b) Landpachtverhältnisse (BGB BGB §§ 611 ff.) mit Ausnahme der unter I 1 c bezeichneten Sachen, einschließlich der Ansprüche von Beamten und Militärpersonen sowie ihrer Hinterbliebenen,
c) Gesellschaftsverhältnisse (BGB §§ 705 ff.) und Gemeinschaften (BGB §§ 747 ff.) mit Ausnahme der unter I 1 b bezeichneten Sachen, „(1904 abgegeben an 1. Zivilsenat)“
d) sonstige Vertragsverhältnisse, welche nicht einem andern Senate besonders zugewiesen sind, sofern es sich um Anwendung des vom Jahre 1900 ab geltenden Rechts handelt, aus dem ganzen Reiche, andernfalls mit Ausnahme der unter II Ziff. 3 bezeichneten Bezirke die Rechtsstreitigkeiten über Ansprüche aus Versicherungsverhältnissen, soweit nicht I Ziff. 3 oder VII Ziff. I d zutrifft. „(1904 abgegeben an 7. Zivilsenat)“
3. Aus den Oberlandesgerichtsbezirken Braunschweig, Celle, Frankfurt a. M., Darmstadt (mit Ausnahme des Landgerichtsbezirks Mainz), Kassel, Kiel, Jena, Oldenburg nebst dem Fürstentum Lübeck, Rostock und Stuttgart sowie auch aus dem Landgerichtsbezirk Greifswald und den Thüringischen und Anhaltischen Landesteilen des Oberlandesgerichtsbezirks Naumburg, außerdem die nicht einem anderen Senate besonders zugewiesenen Sachen.
4. Ehe in der Verordnung vom 26. September 1879 über Hessische Sachen, und in § 2 der Verordnung von gleichem Datum über Waldecksche Sachen bezeichneten Streitigkeiten.
Übernommen 1904 vom 1. Zivilsenat:
c) vertragliche Ansprüche von und gegen Handelsagenten (n. HGB §§ 84ff.), Handelsmakler (n. HGB §§ 93ff.), Handelsbedienstete (n. HGB §§ 59ff.) und Gewerbebedienstete (GewO §§ 105ff.)
Übernommen 1904 vom 6. Zivilsenat:
c) Rechtsstreitigkeiten über Schadenersatzansprüche gegen Beamte und Militärpersonen sowie auch gegen den Staat oder andere Körperschaften als hierfür haftend (BGB § 31, 89, EG Art. 77), soweit nicht V Ziff. I e zutrifft, mit Einschluss solcher Ansprüche gegen Gerichtsvollzieher und Rechtsanwälte.

## Besetzung
Farblegende: 
Ruhestand vor dem 1. Juli 1919 in   
Ruhestand vor dem 1. Oktober 1934  in   
Ruhestand nach dem 1. Oktober 1934 in   
Richter nach 1946 (soweit bekannt) in   

### Senatspräsidenten
| Nr. | Name                                          | Ernennung                             | Senatsaustritt                  |                                               |  |
| --- | --------------------------------------------- | ------------------------------------- | ------------------------------- | --------------------------------------------- |  |
| 1   | Paul Christian Henrici (1816–1899)            | 1. Oktober 1879                       | 1. Oktober 1891                 | Ruhestand                                     |  |
| 2   | George Rudolf Peterßen (1826–1903)            | 1. Oktober 1891                       | 1. März 1902                    | Übertritt als Präsident des 6. Zivilsenats    |  |
| 3   | Adolf August Hermann von Buchwald (1845–1913) | 1. März 1902                          | 1. Juli 1912                    | Ruhestand                                     |  |
| 4   | Eugen Meyn (1849–1926)                        | 1. Juli 1912                          | 1. Juli 1923                    | Ruhestand                                     |  |
| 5   | Ludwig Zimmerle (1867–1925)                   | 1. Juli 1923                          | 3. Dezember 1925                | Verstorben                                    |  |
| 6   | Friedrich Oegg (1870–1959)                    | 20. Januar 1926 bzw. 16. Oktober 1939 | 1. April 1937 bzw. 31. Mai 1942 | Zugleich Präsident des Reichsarbeitsgerichts. |  |
| 7   | Rudolf Hagemann (1876–1945)                   | 1938                                  | 1942                            |                                               |  |
| 8   | Paul Blumberger (1879–1946)                   | 1945                                  |                                 |                                               |  |

### Reichsgerichtsräte des III. Zivilsenats
| Nr. | Name                                                           | Senatseintritt                                                       | Senatsaustritt                      |                                                                              |  |
| --- | -------------------------------------------------------------- | -------------------------------------------------------------------- | ----------------------------------- | ---------------------------------------------------------------------------- |  |
| 1   | Otto Bähr (1817–1895)                                          | 1. Oktober 1879                                                      | 1. November 1881                    | Ruhestand                                                                    |  |
| 2   | George Rudolf Peterßen (1826–1903)                             | 1. Oktober 1879                                                      | 1. Januar 1891                      | Ernennung zum Senatspräsidenten des 6. Zivilsenats                           |  |
| 3   | Karl von Streich (1826–1917)                                   | 1. Oktober 1879                                                      | 1. Februar 1897                     | Ruhestand                                                                    |  |
| 4   | Wilhelm Langerhans (1816–1902)                                 | 1. Oktober 1879                                                      | 1. Januar 1880                      | Übertritt zum 5. Zivilsenat                                                  |  |
| 5   | Wilhelm Buff (1825–1900)                                       | 1. Oktober 1879                                                      | 1. Dezember 1893                    | Ruhestand                                                                    |  |
| 6   | Karl Heinrich Dreyer (1830–1900)                               | 1. Oktober 1879                                                      | 1. Januar 1880                      | Übertritt zum 2. Zivilsenat                                                  |  |
| 7   | Heinrich Scheele (1825–1882)                                   | 1. Oktober 1879                                                      | 1. November 1880                    | Ruhestand                                                                    |  |
| 8   | Ephraim Oskar Taube (1829–1888)                                | 1. Dezember 1880                                                     | 31. Dezember 1880                   | Austritt                                                                     |  |
| 9   | August Hullmann (1826–1887)                                    | 1. Januar 1880                                                       | 21. November 1887                   | Verstorben                                                                   |  |
| 10  | Alfred Agricola (1824–1901)                                    | 1. Februar 1880                                                      | 1. Februar 1892                     | Ruhestand                                                                    |  |
| 11  | Christian Friedrich Rassow (1826–1904)                         | 1. November 1880                                                     | 11. Mai 1884                        | Übertritt zum 5. Zivilsenat                                                  |  |
| 12  | George Meyer (1828–1889)                                       | 27. Mai 1881                                                         | 1. Januar 1883                      | Übertritt zum 5. Zivilsenat                                                  |  |
| 13  | Heinrich Dähnhardt (1836–1902)                                 | 1. April 1884                                                        | 1. Oktober 1891                     | Ernennung zum Präsidenten des 4. Strafsenats                                 |  |
| 14  | Wilhelm Maßmann (1837–1916)                                    | 1. April 1884                                                        | 1. Mai 1899                         | Ernennung zum Präsidenten des 7. Zivilsenats                                 |  |
| 15  | Adolf August Hermann von Buchwald (1845–1913)                  | 24. März 1888                                                        | 1. Februar (März) 1902              | Ernennung zum Präsidenten des 6. Zivilsenats bzw. 3. Zivilsenats             |  |
| 16  | Heinrich Müller (1834–1906)                                    | 1. Januar 1891                                                       | 1. April 1901                       | Ruhestand                                                                    |  |
| 17  | Viktor von Liebe (1838–1906)                                   | 1. Oktober 1891                                                      | 1. April 1897                       | Ruhestand                                                                    |  |
| 18  | Hermann Brückner (1834–1920)                                   | 1. Januar 1892                                                       | 1. März 1907                        | Ruhestand                                                                    |  |
| 19  | Karl Gilmer (1841–1894)                                        | 1. Dezember 1894                                                     | 17. Dezember 1894                   | Verstorben                                                                   |  |
| 20  | Eberhard Weller (1845–1911)                                    | 5. Februar 1895                                                      | 6. Februar 1911                     | Verstorben                                                                   |  |
| 21  | Ludwig Alfred von Veiel (1845–1905)                            | 1. Februar 1897                                                      | 12. September 1905                  | Verstorben                                                                   |  |
| 22  | August Hellweg (1847–1910)                                     | 1. Mai 1897                                                          | 26. März 1910                       | Verstorben                                                                   |  |
| 23  | George Julius Christian Harms (1834–1914)                      | 1. Mai 1899                                                          | 1. Januar 1909                      | Ruhestand                                                                    |  |
| 24  | Friedrich Albert Emil Willibald Peters (1847–1926)             | 1. April 1904                                                        | 1. Oktober 1914                     | Ruhestand                                                                    |  |
| 25  | Philipp Heinrich Rudolf Ernst Adolf von Eschstruth (1846–1916) | 1. Februar 1902                                                      | 1. Oktober 1912                     | Ruhestand                                                                    |  |
| 25  | Carl Rudolph von Romeick (1855–1933)                           | 1. November 1905                                                     | 1. Dezember 1923                    | Ruhestand                                                                    |  |
| 26  | Max Porzig (1865–1910)                                         | 1. März 1907                                                         | 6. August 1910                      | Verstorben                                                                   |  |
| 27  | Henry Cornelius (1855–)                                        | 1. Januar 1909                                                       | 1. Dezember 1923                    | Ruhestand                                                                    |  |
| 28  | Otto Strecker (1862–)                                          | 15. Dezember 1909                                                    | 1. Januar 1924                      | Übertritt zum 7. Zivilsenat                                                  |  |
| 29  | August Fuchs (1857–1920)                                       | 1. November 1910 (Hilfsrichter seit 16. September 1910)              | 1. Januar 1918                      | Ruhestand                                                                    |  |
| 30  | Emil Kreß (1860–1922)                                          | 16. September 1914 (Hilfsrichter 16. September 1910–1. Februar 1914) | 24. März 1922                       | Verstorben bzw. Übertritt zum 5. Zivilsenat                                  |  |
| 31  | Karl Mansfeld (1859–1916)                                      | 11. Oktober 1910                                                     | 3. September 1916                   | Verstorben                                                                   |  |
| 32  | Friedrich Buff (1859–1934)                                     | 24. Februar 1911                                                     | 1. April 1911                       | Übertritt zum 3. Strafsenat                                                  |  |
| 33  | Friedrich Oegg (1870–1959)                                     | 1. Oktober 1914 (Hilfsrichter 1. April 1911– 5. November 1913)       | 1. März 1925                        | Ernennung zum Senatspräsident 3. Strafsenat bzw. Übertritt zum 2. Strafsenat |  |
| 34  | Karl Gunkel (1864–1940)                                        | (Hilfsrichter) 14. November 1912                                     | (Hilfsrichter) 1. Januar 1914       | Übertritt zum 1. Zivilsenat                                                  |  |
| 35  | Heinrich Koenige (1852–1935)                                   | 1. Januar 1914                                                       | 1. Juli 1919                        | Ernennung zum Präsidenten des 6. Zivilsenat                                  |  |
| 37  | Heinrich August Walter Staffel (1861–)                         | 2. Februar 1915                                                      | 1930                                |                                                                              |  |
| 38  | Felix Czolbe (1863–)                                           | 4. Dezember 1916 bzw. 1. Juli 1917 bzw. 19. Oktober 1917             | 7. Mai 1917 bzw. 15. September 1917 | Übertritt zum 7. Zivilsenat bzw. 3. Strafsenat                               |  |
| 39  | Rudolf Hagemann (1876–1945)                                    | 1. April 1922                                                        |                                     |                                                                              |  |
| 40  | Robert Teichmann (1867–1942)                                   | 9. Mai 1922                                                          | 15. April 1923                      | Übertritt zu erstinstanzl. StS                                               |  |
| 41  | Karl Linz (1869–)                                              | 1. Dezember 1923                                                     | 4. Oktober 1928                     | Übertritt zum 8. Zivilsenat                                                  |  |
| 42  | Richard Metz (1865–1945)                                       | 1. Dezember 1923                                                     | 19. September 1929                  | Zugleich 4. Zivilsenat bzw. Übertritt zum 8. Zivilsenat                      |  |
| 43  | Ludwig Krug (1869–1943)                                        | 1. April 1925                                                        | 1935                                | Ruhestand                                                                    |  |
| 44  | Friedrich Brodführer (1878–)                                   | 1. März 1926 bzw. vor 1932                                           | 1. Juli 1927 bzw. 1938              | Übertritt zum 4. Zivilsenat bzw. Ruhestand                                   |  |
| 45  | Helmuth Mende (1884–1932)                                      | 1. Februar 1928                                                      | 1930                                | Übertritt zum Reichsfinanzhof                                                |  |
| 46  | Wilhelm Obladen (1872–)                                        | 19. September 1929                                                   | 1938                                |                                                                              |  |
| 47  | Bernhard Brandis (1875–1935)                                   | 19. September 1929                                                   | 1935                                |                                                                              |  |
| 48  | Paul Königsberger (1871–)                                      | vor 1932                                                             | 1935                                |                                                                              |  |
| 49  | Karl Schrader (1876–)                                          | vor 1932 bzw. 1. April 1942                                          | 1. Mai 1938 bzw. 1944               | Übertritt zum 5. Zivilsenat                                                  |  |
| 50  | Hermann Großmann (1878–1960)                                   | 1. April 1930                                                        | 6. April 1933                       | Ruhestand (Präsident OLG Erfurt 1950–52)                                     |  |
| 51  | Richard Loß (1872–)                                            | vor 1932 bzw. 1940                                                   | 1938 bzw. 1942                      |                                                                              |  |
| 52  | Johannes Wunderlich (1876–1935)                                | vor 1932                                                             | 30. Dezember 1935                   | Verstorben                                                                   |  |
| 53  | Martin Heidenhain (1880–1954)                                  | 1934                                                                 | 1934                                |                                                                              |  |
| 54  | Josef Altstötter (1892–1979)                                   | 1936 (1935 Hilfsrichter)                                             | 1942                                |                                                                              |  |
| 55  | Gerhard Rusch (1884–1936)                                      | 1936 (1935 Hilfsrichter)                                             | 1936                                | Verstorben                                                                   |  |
| 56  | Emil Lersch (1879–1963)                                        | 1936                                                                 | 1945                                | 1950–52 Richter am Bundesgerichtshof                                         |  |
| 56  | Paul Besta (1883–)                                             | 1938 (1936 Hilfsrichter)                                             | 1942                                |                                                                              |  |
| 57  | Otto Stange (1882–1958)                                        | 22. Februar 1937                                                     | 1945                                |                                                                              |  |
| 58  | Norbert Seibertz (1889–1964)                                   | 22. Februar 1937                                                     | 1942                                |                                                                              |  |
| 59  | Friedrich Schwegmann (1882–)                                   | 1939 (1938 Hilfsrichter)                                             | 1945                                | 1945 auch 4. Zivilsenat                                                      |  |
| 60  | Heinrich Burmeister (1883–1946)                                | 1939                                                                 | 1939                                |                                                                              |  |
| 61  | Wilhelm Bechmann (1887-)                                       | 21. Dezember 1938                                                    | 1945                                |                                                                              |  |
| 62  | Johannes Denecke (1884–1974)                                   | 1. Mai 1939 (21. September 1938 Hilfsrichter)                        | 1942/44                             | Übertritt zum 5. Zivilsenat                                                  |  |
| 63  | Hermann Epping (1875–)                                         | 1945                                                                 |                                     |                                                                              |  |
| 64  | Hans Leopold (1886–)                                           | 1945                                                                 |                                     |                                                                              |  |
| 65  | Walther Uppenkamp (1893–1980)                                  | 1945                                                                 |                                     |                                                                              |  |